# Batalla de Jassin
La batalla de Jassin (también conocida como batalla de Yasin y batalla de Jassini) fue una batalla de la Primera Guerra Mundial que tuvo lugar los días 18 y 19 de enero de 1915 en Jassin, en el lado este de la África alemana en la frontera con la África Británica, ahora Tanzania. Enfrontó una fuerza Schutztruppe alemana y tropas británicas e indias. Jassin había sido ocupada por los británicos con el fin de asegurar la frontera entre la África Oriental Británica y el territorio alemán, pero fue débilmente defendida por cuatro compañías de soldados con un regimiento de poco más de 300 hombres indios.
El comandante alemán, Paul Emil von Lettow-Vorbeck, decidió atacar Jassin con el fin de evitar un mayor peligro para Tanga, que se encontraba a más de 50 kilómetros al sur y previamente había sido defendido con éxito contra un ataque británico. Nueve compañías de Schutztruppe con oficiales alemanes se reunieron para el asalto. Inmediatamente después, las tropas británicas se rindieron, los capitanes británicos Hanson y Turner fueron conducidos a Lettow-Vorbeck. El oficial alemán les felicitó por su defensa a la ciudad antes de liberarlos con la promesa de que no participarían más en la guerra.
Aunque la fuerza británica se rindió, Lettow-Vorbeck se dio cuenta de que el nivel de pérdidas alemanas de oficiales y municiones significaba que rara vez podría permitirse la confrontación en una escala tan grande y tendría que hacer uso de la guerra de guerrillas en vez de una guerra a campo abierto. Dirigió su atención lejos de la búsqueda por batalla decisiva contra los británicos, concentrándose en cambio en las operaciones contra el ferrocarril de Uganda. La respuesta británica fue concentrar sus fuerzas para reducir sus riesgos y hacer más fácil la defensa.